# Laurent-César de Chaléon de Chambrier de Châteauneuf
Laurent-César de Chaléon de Chambrier de Châteauneuf est un magistrat et homme politique français né le 15 novembre 1729 à Grenoble (Isère) et décédé le 6 mars 1821 à Vif (Isère).

## Biographie

### Famille des Chaléon-Chambrier
Laurent-César de Chaléon est né en 1729. Fils aîné de Jean-Baptiste de Chaléon et de Marguerite Bardonneche, il réside la plupart du temps au château de Vif (dit « château des Chaléon », anciennement château des Dauphins) et possède un dixième du territoire de ce bourg que son père lui a légué.
La lignée noble des Chaléon, elle, remonte à Just Chaléon (1588-1670), qui était avocat au Parlement du Dauphiné et qui fut anobli en 1655 par Louis XIII après son mariage avec une fille de bonne naissance, Louise de Gumin. C'est son fils, Laurent de Chaléon, conseilleur au Parlement, qui s'installa à Vif en 1675 à l'occasion de son mariage avec la membre d'une illustre famille aristocratique vifoise présente dans le bourg depuis le XIVe siècle, Marguerite Chambrier. À la suite du mariage, le vieux domaine des Chambrier, édifié en 1601 sur les ruines de l'ancien château des Dauphins ravagé par les guerres de Religion, passa alors à la famille Chaléon et fut renommé en leur nom.
Laurent et Marguerite de Chaléon-Chambrier eurent dix enfants, parmi lesquels Jean-Baptiste (né en 1685), père de Laurent-César et de quatre autres enfants.

#### Le blason des Chaléon-Chambrier
Le blason a été défini par Laurent de Chaléon (grand-père de Laurent-César) après son mariage avec Marguerite Chambrier, lorsque leurs deux familles formèrent la maison de Chaléon-Chambrier. Les armoiries de la famille étaient les suivantes : d'azur à la bande d'argent chargée d'un lionceau (chat lion) de gueules.

#### Possessions et engagements du baron de Chaléon
Baron de Châteauneuf et seigneur de Saint-Romans, Laurent-César est aussi détenteur de biens importants à l'Albenc ainsi que d'un hôtel particulier à Grenoble. Sur le bourg de Vif, il possède le château des Chaléon (bâtiment flanqué de deux tours avec écuries, cour, jardins, cellier, orangerie, prairie close par de hauts murs, répartis sur 15 000 m2), une ferme, un domaine au lieu-dit de La Grange, une ferme de Reymure rachetée en 1791 ainsi qu'un bois sur la montagne du Petit Brion…
Parlementaire respecté, Laurent-César de Chaléon-Chambrier finit par démissionner en 1771 pour protester contre la réforme de la justice et des parlements organisée par le chancelier Maupéou.

### Sous la Révolution

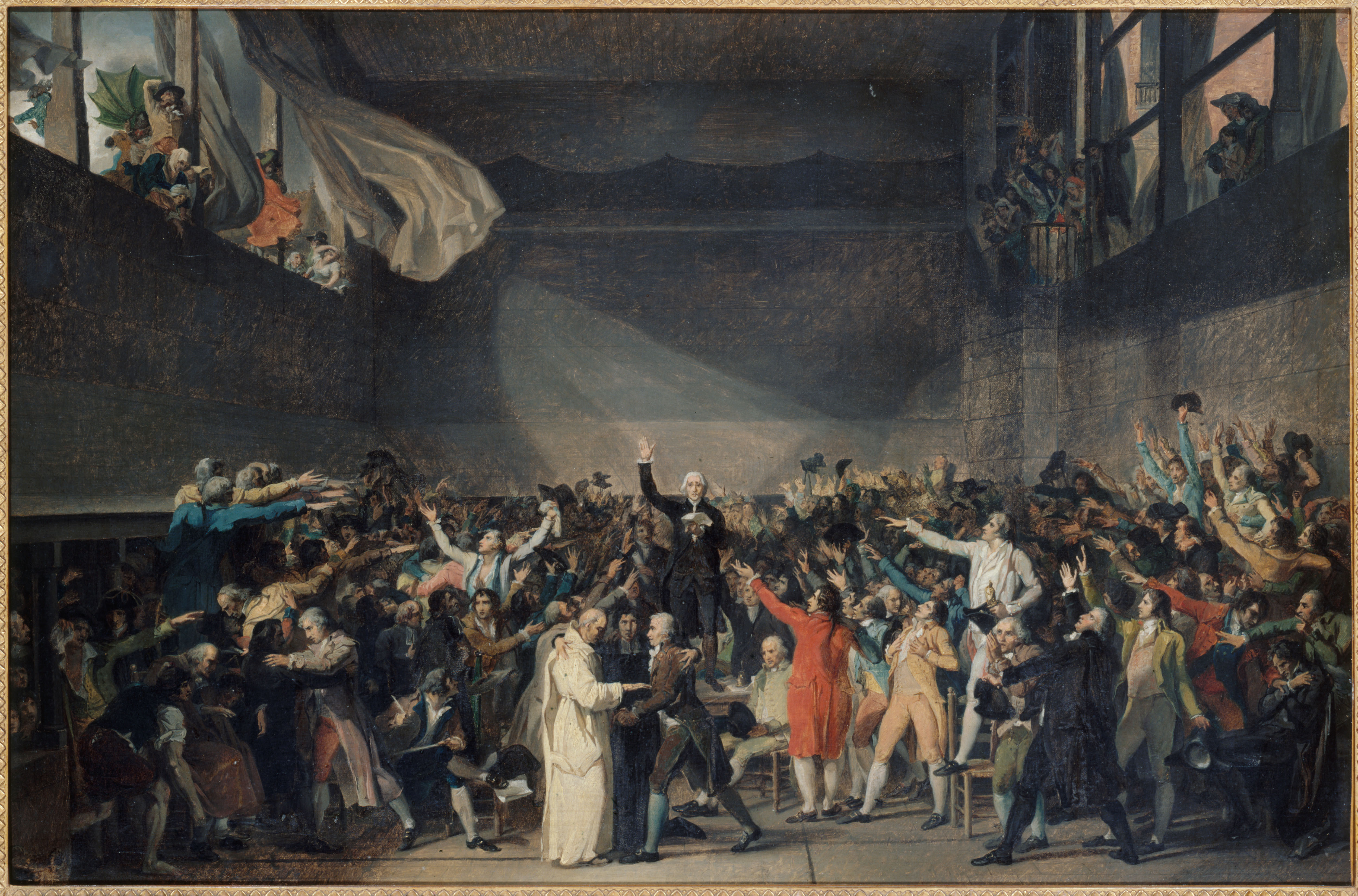
Le serment du Jeu de Paume.

Partisan des réformes modérées, Laurent-César est absent à l'Assemblée de Vizille du 21 juillet 1788, mais participe aux États de Romans. Il se rend aussi à la réunion organisée par Albert de Bérulle dans son hôtel de la Première présidence à Grenoble le 20 mai 1788, où il proteste contre la nouvelle administration de la Justice provoquée par la réforme de Lamoignon, prémices de la Journée des Tuiles.
Conseiller au Parlement de Grenoble, il est finalement élu député représentant de la Noblesse aux États généraux de 1789 pour la province du Dauphiné. Effrayé par les prises de positions, il se rallie parmi les nobles et les plus conservateurs. En désaccord avec la nouvelle assemblée, il démissionne le 17 décembre 1789 et retourne vivre au château des Chaléon à Vif.
Durant la période de la Terreur, le 26 avril 1793, Laurent-César, son épouse et son plus jeune fils sont arrêtés à Vif par le gouvernement et sont enfermés dans l'ancien monastère de Sainte-Marie d'en-Haut (actuel Musée Dauphinois) avec tous les autres membres de la noblesse considérés comme « notoirement suspects ». Ses biens lui sont mis sous séquestre et une partie des récoltes provenant de ses terres sont redonnées aux pauvres de Vif. L'arrestation de Robespierre et la révolution du 9 Thermidor sauvent la mise à lui et sa famille qui sont libérés.

### Fin de vie et héritage
Laurent-César de Chaléon-Chambrier passe la fin de sa vie à Vif et meurt le 6 mars 1821 dans le château familial des Chaléon, à l'âge de 91 ans. Sa sépulture a été retrouvée en 1993 par un vifois, M. Georges Jallat, dans sa propriété.

## Descendance

Blason de la famille Tardy de Montravel.

Laurent-César aura un fils, Jacques-Pierre de Chaléon-Chambrier, qui s'installera à son tour dans le château de Vif jusqu'à sa mort, le 30 décembre 1845.
Le domaine passera ensuite entre les mains de la fille de Jacques-Pierre, Anne-Jacqueline-Laurence de Chaléon-Chambrier, ainsi que de son gendre, Eugène de Tardy de Montravel, fils de Louis Damien Tardy comte de Montravel.
Le nom des Chaléon subsistera à Vif jusqu'en 1890, date à laquelle décédera la veuve d'Eugène, Anne Jacqueline Laurence de Chaléon : le domaine des Chaléon et leurs biens passeront ensuite définitivement à la famille Tardy de Montravel.